# Ludfordien
| Systeem                                 | Serie      | Etage        | Ouderdom (Ma) |
| --------------------------------------- | ---------- | ------------ | ------------- |
| Devoon                                  | Onder      | Lochkovien   | jonger        |
| Siluur                                  | Pridoli    | Pridoli      | 419,2–423,0   |
| Siluur                                  | Ludlow     | Ludfordien   | 423,0–425,6   |
| Siluur                                  | Ludlow     | Gorstien     | 425,6–427,4   |
| Siluur                                  | Wenlock    | Homerien     | 427,4–430,5   |
| Siluur                                  | Wenlock    | Sheinwoodien | 430,5–433,4   |
| Siluur                                  | Llandovery | Telychien    | 433,4–438,5   |
| Siluur                                  | Llandovery | Aeronien     | 438,5–440,8   |
| Siluur                                  | Llandovery | Rhuddanien   | 440,8–443,4   |
| Ordovicium                              | Boven      | Hirnantien   | ouder         |
| Indeling van het Siluur volgens de ICS. |            |              |               |

Het geologisch tijdperk Ludfordien (Vlaanderen: Ludfordiaan), is een tijdsnede (in de stratigrafie een etage) in het Laat-Siluur (Ludlow). Het Ludfordien duurde van 425,6 ± 0,9 tot 423,0 ± 2,3 Ma. Het werd voorafgegaan door het Gorstien en na (op) het Ludfordien komt het Pridoli.

## Naamgeving en definitie
Het Ludfordien is genoemd naar het dorpje Ludford in Shropshire (Engeland). De naam en de etage werden in 1980 ingevoerd door een team Engelse geologen. De golden spike van het Ludfordien bevindt zich in de Sunnyhill-groeve bij Ludlow.
De basis van het Ludfordien wordt gedefinieerd door de eerste voorkomens van de graptolieten Bohemograptus en Saetograptus leinardinesis. De top ligt bij het eerste voorkomen van de graptoliet Monograptus parultimus.